# Tolus
Tolus is een geslacht van hooiwagens uit de familie Phalangodidae.
De wetenschappelijke naam Tolus is voor het eerst geldig gepubliceerd door Goodnight & Goodnight in 1942. 

## Soorten
Tolus is monotypisch en omvat slechts de volgende soort:
- Tolus appalachius